# Họ Hà mã
Họ Hà mã (Hippopotamidae) là một họ gồm các loài động vật có vú guốc chẵn gọi là hà mã (tiếng Anh: Hippo hoặc Hippopotamus). Chúng sống nửa cạn nửa nước, mập mạp, da trần, sở hữu dạ dày ba ngăn, và đi bằng bốn ngón chân trên mỗi bàn chân. Mặc dù chúng nhìn giống với loài lợn về mặt sinh lý, họ hàng gần nhất của chúng là các loài trong Bộ Cá voi. Hà mã là những thành viên còn sinh tồn duy nhất của họ này. Họ này được Gray miêu tả năm 1821.
Có 2 loài hà mã trong hai chi: hà mã lùn (Choeropsis liberiensis) ở các khu rừng phía tây châu Phi, và hà mã thông thường (Hippopotamus amphibius).

## Phân loại
Phân loại trong bài lấy theo Boisserie (2005), lưu ý rằng Boisserie coi Hippopotamus minor như là Phanourios minutus, nhưng chi này nói chung không được công nhận rộng khắp.
- Chi Hippopotamus
  - Hippopotamus amphibius - Hà mã
  - †Hippopotamus antiquus
  - †Hippopotamus creutzburgi
  - †Hippopotamus minor
  - †Hippopotamus melitensis
  - †Hippopotamus pentlandi
  - †Hippopotamus lemerlei
  - †Hippopotamus laloumena
  - †Hippopotamus gorgops
- Đặt không chắc chắn trong Hippopotamus:
  - †Hippopotamus aethiopicus
  - †Hippopotamus afarensis
  - †Hippopotamus behemoth
  - †Hippopotamus kaisensis
  - †Hippopotamus sirensis
- Chi Hexaprotodon
  - †Hexaprotodon bruneti
  - †Hexaprotodon coryndoni
  - †Hexaprotodon crusafonti
  - †Hexaprotodon hipponensis - Algérie
  - †Hexaprotodon imagunculus - Uganda và Congo; Pliocen
  - †Hexaprotodon iravaticus - Myanmar; Pliocene - Pleistocen
  - †Hexaprotodon karumensis - Kenya và Eritrea; Pleistocen
  - †Hexaprotodon madagascariensis - Madagascar; Holocen
  - †Hexaprotodon namadicus - Ấn Độ; (có thể chính là Hex. palaeindicus)
  - †Hexaprotodon palaeindicus - Ấn Độ;
  - †Hexaprotodon pantanellii - Ý; Pliocen
  - †Hexaprotodon protamphibius - Kenya và Tchad; Pliocen
  - †Hexaprotodon siculus -
  - †Hexaprotodon sivalensis - Ấn Độ
  - †Hexaprotodon sp. (chưa mô tả) - Myanmar
  - †Loài chưa được miêu tả ở Indonesia; Pleistocen
- Chi Archaeopotamus - trước đây trong chi Hexaprotodon
  - †Archaeopotamus harvardi -
  - †Archaeopotamus lothagamensis - Kenya; Miocen
- Một hoặc 2 loài chưa được miêu tả
- Chi Choeropsis
  - Choeropsis liberiensis - Hà mã lùn
- Chi Saotherium - trước đây trong chi Hexaprotodon
  - Saotherium mingoz - Tchad; Pliocen

## Hình ảnh

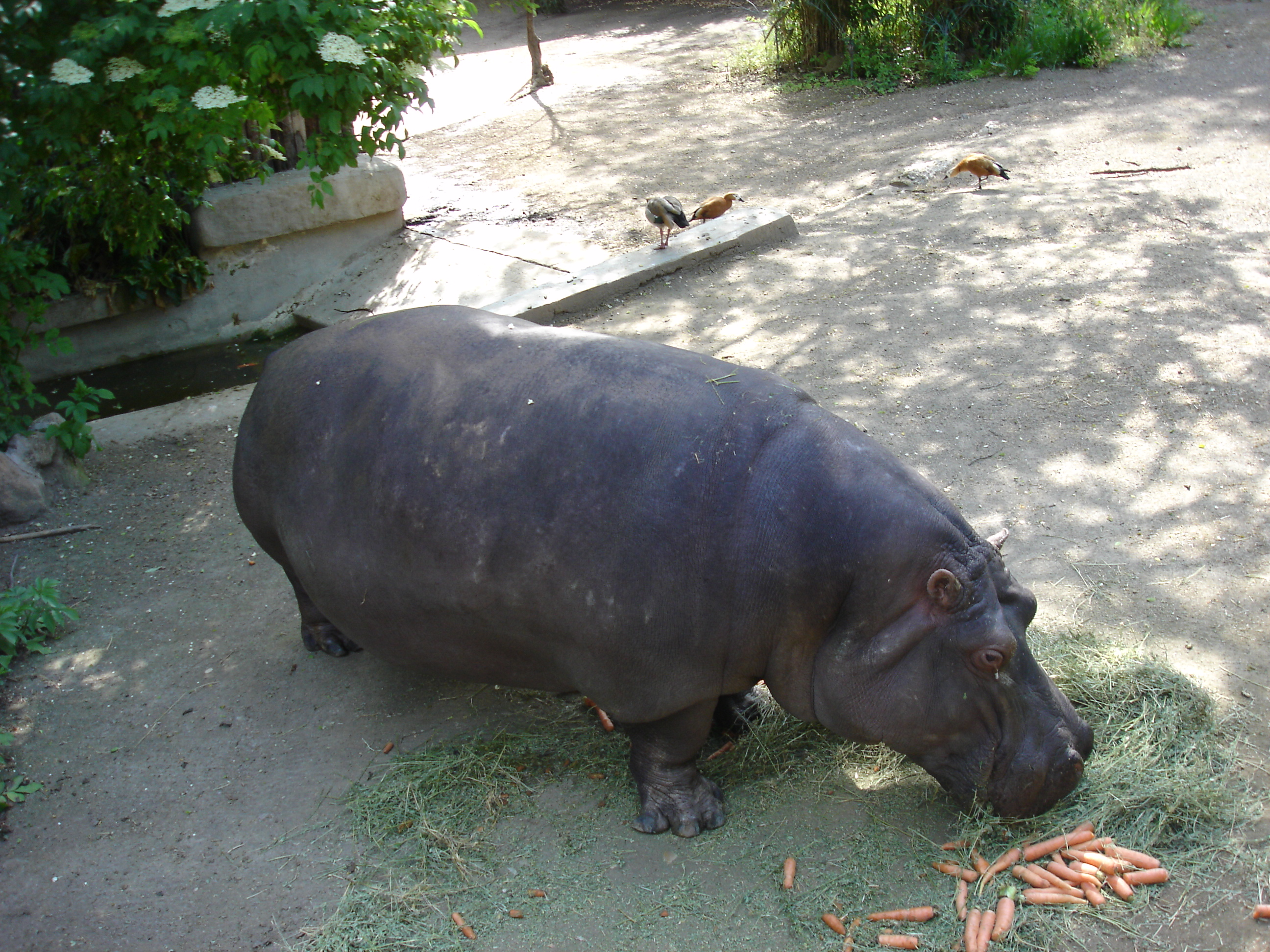
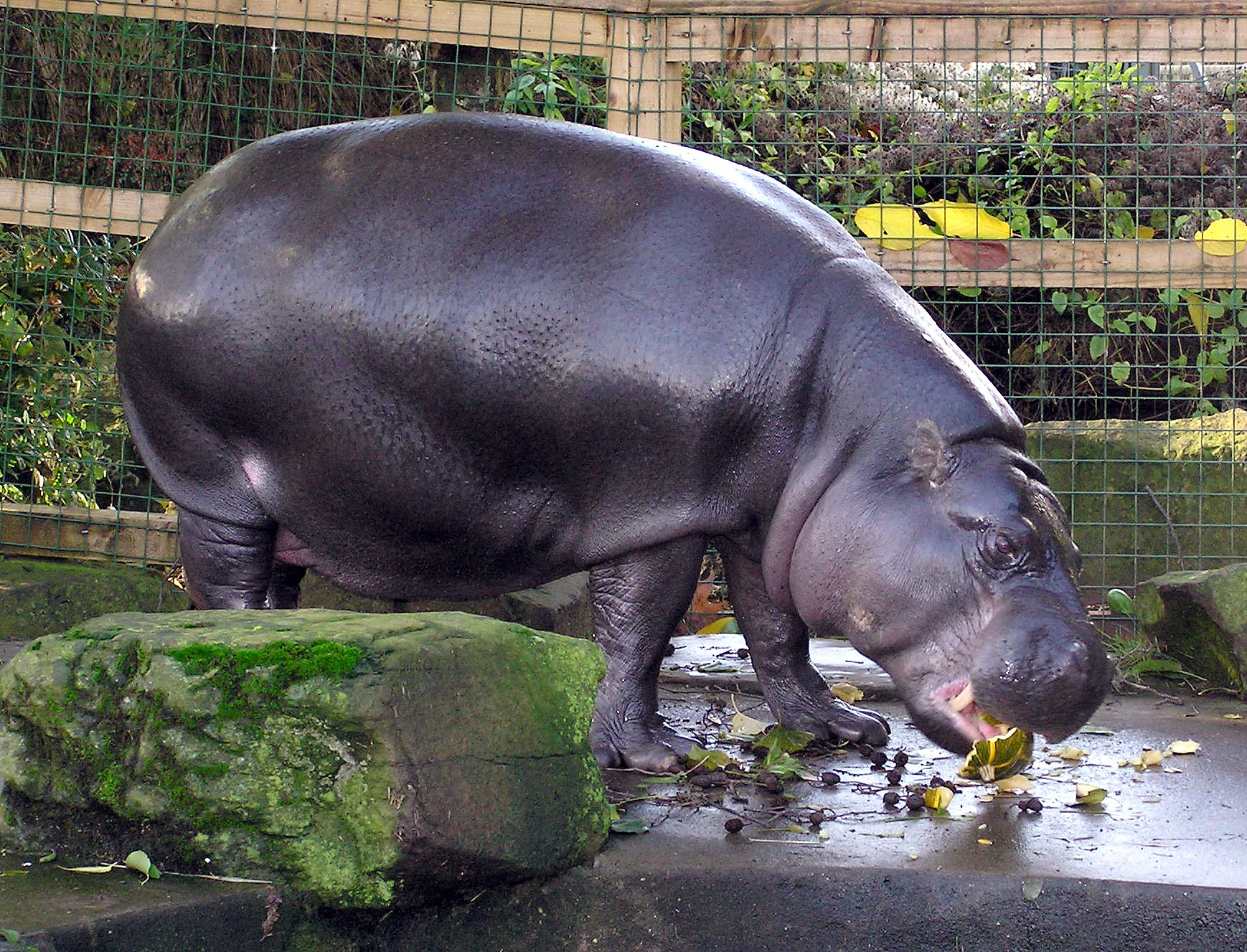
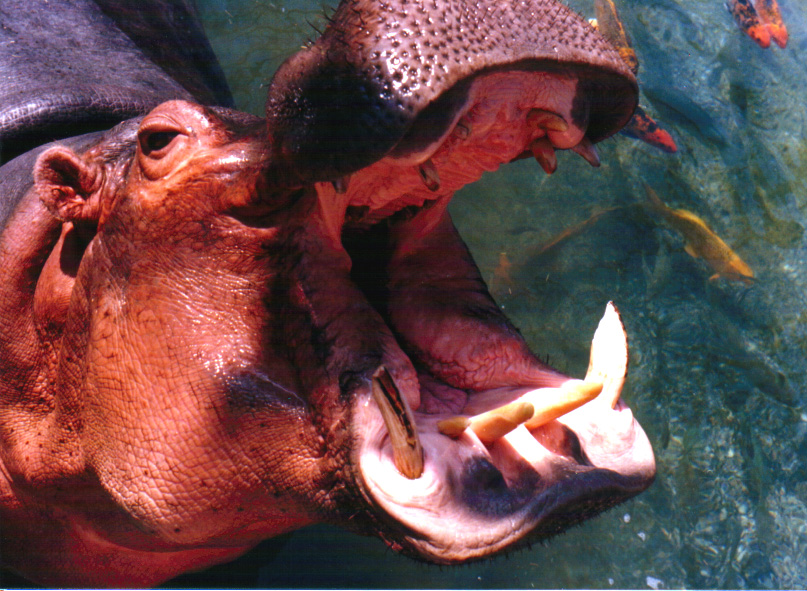
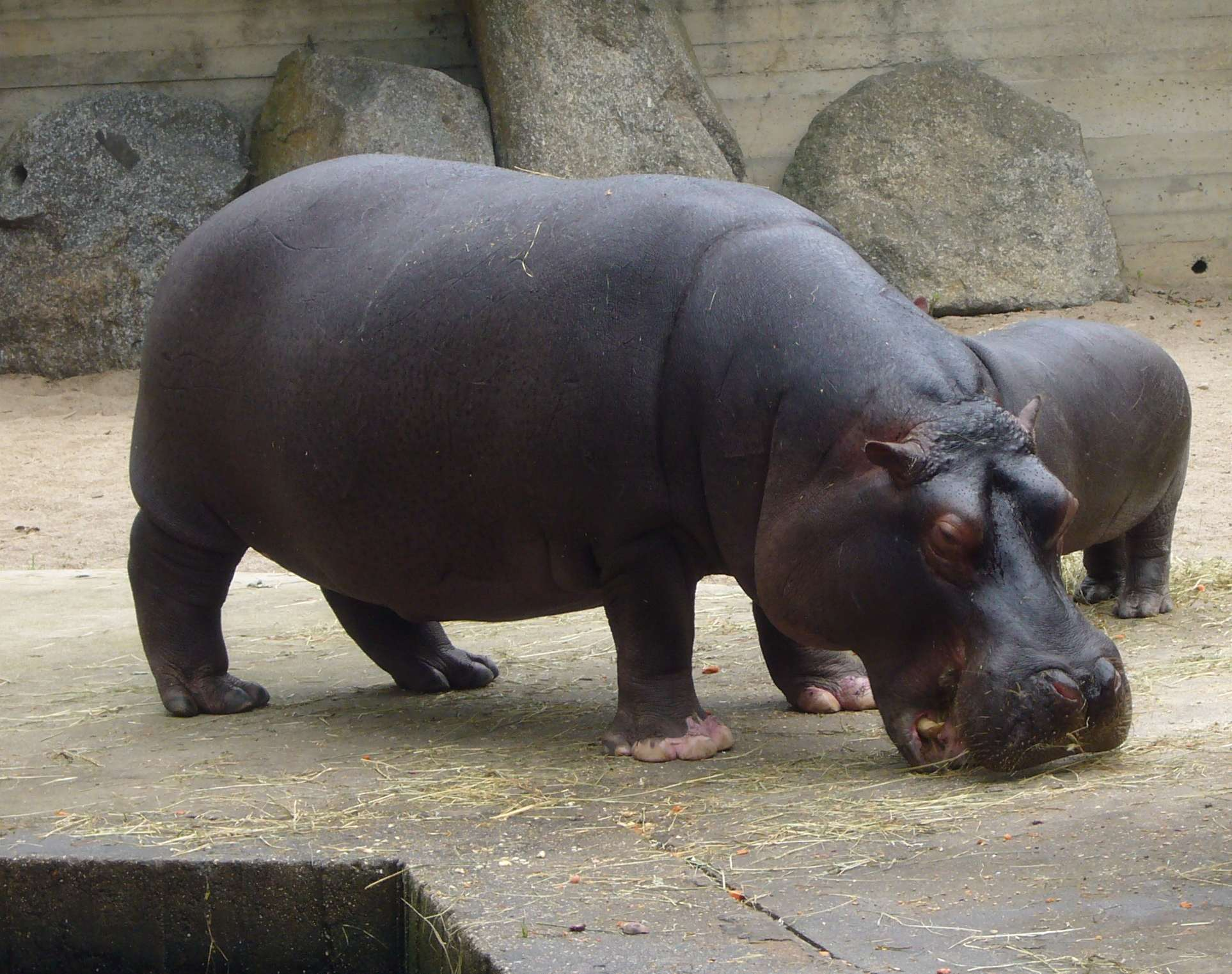